# Pardosa masareyi
Pardosa masareyi là một loài nhện trong họ Lycosidae.
Loài này thuộc chi Pardosa. Pardosa masareyi được Cândido Firmino de Mello-Leitão miêu tả năm 1939.